# Crivadiatherium
Il crivadiaterio (gen. Crivadiatherium) è un mammifero estinto, appartenente agli embritopodi. Visse tra l'Eocene superiore e l'Oligocene inferiore (circa 35 - 29 milioni di anni fa) e i suoi resti fossili sono stati ritrovati in Romania.

## Descrizione
Tutto ciò che si conosce di questo animale sono alcuni frammenti di mandibole e denti fossili, e quindi ipotizzarne l'aspetto è pressoché impossibile. Dal confronto dei resti con quelli di animali simili ma più conosciuti, come Arsinoitherium, si può dedurre che Crivadiatherium fosse un grosso erbivoro dalle forme pesanti. I denti di Crivadiatherium, se rapportati a quelli dei suoi stretti parenti come Palaeoamasia della Turchia e il già citato Arsinoitherium dell'Egitto e dell'Etiopia, erano dotati di caratteristiche più primitive e meno specializzate: erano sprovvisti di lobi e meno bilofodonti.

## Classificazione
Il genere Crivadiatherium venne descritto per la prima volta nel 1976, sulla base di resti fossili ritrovati nella depressione di Hateg, nei pressi di Crivadia in Romania. I fossili, di datazione incerta, vennero attribuiti a una sola specie, Crivadiatherium mckennai, e avvicinati al genere Arsinoitherium. Successivamente, una revisione dei resti ha indicato che nello stesso giacimento era presente un'altra specie, C. iliescui.
Attualmente Crivadiatherium è considerato un membro piuttosto basale dell'ordine degli embritopodi, un gruppo di mammiferi enigmatici che si svilupparono nel corso dell'Eocene finendo per dar vita a forme di notevoli dimensioni e dotate di grandi corna, come Arsinoitherium. Crivadiatherium è considerato un membro dei Palaeoamasiidae, un gruppo di embritopodi basali di cui fanno parte anche Hypsamasia e Palaeoamasia.

## Paleobiologia
Probabilmente Crivadiatherium viveva in ambienti lacustri, dove si cibava di piante piuttosto abrasive.